# オオガーターヘビ
オオガーターヘビ（Thamnophis gigas）は、有鱗目ナミヘビ科ガーターヘビ属に分類されるヘビ。別名オオガーター。

## 分布
アメリカ合衆国（カリフォルニア州南部のサクラメント渓谷、サン・ホアキン渓谷）固有種

## 形態
種小名gigasは「巨大な」の意で、和名や英名（giant=巨大な）と同義。背面の鱗には筋状の隆起（キール）がある。胴体中央部の斜めに列になった背面の鱗の数（体列鱗数）は19か21。背面の体色は暗褐色や緑褐色で、淡褐色や明褐色の3本の縦縞が入るが縦縞が不鮮明な個体もいる。
総排出口までの腹面にある幅の広い鱗の数（腹板数）はオスが157-168、メスが150-164。総排出口から後部の鱗の数（尾下板数）はオスが左右に73-81ずつ、メスは65-73ずつ。

## 生態
底質が泥の沼などの止水域に生息する。あまり水辺から離れることはない。昼行性だが、夏季の気温が高い日は日中は朽ち木や他の動物が掘った巣穴で休み薄明薄暮時に活動する。
食性は動物食で、魚類や両生類などを食べる。
繁殖形態は卵胎生で、7-9月に1回に平均23頭の幼蛇を産む。オスは生後3年、メスは生後5年で性成熟するとされる。

## 人間との関係
開発による生息地の破壊や、人為的に移入された魚による幼蛇の食害などにより生息数は減少している。